# Expediting
Das Expediting ist ein Anglizismus für Qualitäts- und Terminkontrollmaßnahmen im Rahmen des technischen Einkaufs. Die direkte Übersetzung „Beschleunigen“ trifft allerdings den Tätigkeitsbereich nicht, eher geht es darum, Verzögerungen zu vermeiden.
Das Expediting umfasst die Außenaktivitäten eines Unternehmens, um den in Bestellung befindlichen Auftragsbestand bei anderen Zulieferern zu überprüfen. Überprüft werden Objekte unter qualitativen und terminlichen Aspekten, die eine lange Durchlaufzeit zu ihrer Fertigung benötigen.

## Beispiel
Beispiel: Ein Anlagenbauer hat den Auftrag eines Kunden im Nahen Osten zur Errichtung einer Erdöl-Raffinerie. In dieser Raffinerie werden Hochdruck-Pumpen eingesetzt. Diese Pumpen werden durch den Anlagenbauer spezifiziert, aber durch einen Lieferanten hergestellt. Zuerst erarbeitet der Auftraggeber die Spezifikation der Pumpen, dann holt er bei verschiedenen, geeigneten Pumpenherstellern Angebote ein und wird in aller Regel beim insgesamt am günstigsten erscheinenden Anbieter eine Bestellung erteilen.
Nun wird der Zulieferer (auch Unterlieferant genannt) an dieser Bestellung beginnen zu arbeiten. Wenn die Pumpen zu ihrer Fertigung eine lange Zeit erfordern, so ist der Anlagenbauer gut beraten, wenn er sich während der Lieferzeit nach dem Fortgang seiner Bestellung erkundigt.

## Ziele
Expediting nun bedeutet nicht nur im allgemeinen Sinne das Erkundigen (oftmals tel. oder per Mail), im engeren Sinne bedeutet Expediting „zu Fuß aus dem Unternehmen heraus gehen“ (lateinisch ex = heraus, pedes=Füße), um sich beim Unterlieferanten die Objekte, in diesem Fall seine bestellten Pumpen in den verschiedenen Fortschritts-Stadien in realita zu betrachten: 
- ob sie zum Ziel- / bestellten Termin pünktlich fertiggestellt sein werden,
- ob sie in der qualitativen Ausführung der Spezifikation entsprechen werden (Zwischen-Abnahme / Endabnahme),
- ob sie (bis) zum Plantermin beim Besteller angeliefert werden (expedited shipping).

Diese terminlichen und qualitativen Aspekte können von einer Person überprüft werden, es kann aber auch hierzu Aufgabenteilung bestehen: dass eine Person NUR den Qualitätsaspekt prüft und dass ein Kollege von ihm die terminlichen Belange im Auge behält.

## Arten
Unterschieden wird daher auch in das qualitative und das quantitative Expediting. Das Quantitative umfasst lediglich Termin-, Vollzähligkeits- und Verpackungskontrolle, im qualitativen Expediting wird zusätzlich die Beschaffenheit der Güter überprüft. Hier kann auch eine Konformitätsüberprüfung stattfinden, ob die gelieferten Güter relevanten Richtlinien und anderen Normen entsprechen.
Expediting ist also eine Form des Qualitätsmanagement. Desk expediting wird z. B. von der Projektassistenz durchgeführt und umfasst das Nachfassen per Telefon oder Mail beim Lieferanten, ob dieser noch im Plan ist. Beim Field expediting wird der Lieferant vor Ort besucht. Durchgeführt wird das Field Expediting von internen Kontrolleuren oder externen Prüfern. Bei den externen unterscheidet man zwischen den einfachen Ingenieurbüros oder den „Trusted Third Parties“ wie dem TÜV Hessen. Im Falle der Einschaltung einer Trusted Third Party kann mit dem Projektfinanzierer abgesprochen werden, dass die Überweisung eines Teilbetrages dann erfolgt, wenn die Pumpe vom TÜV abgenommen wurde und das TÜV-Siegel auf der Verpackung angebracht wurde.

## Bedeutung innerhalb eines Projektes
Den Stellenwert des Expediting, der auf den ersten Blick nicht unbedingt ersichtlich ist, verdeutlicht eine Stellungnahme des Vorstandsvorsitzenden der RWE Power AG. In der Fachzeitschrift "Energie & Management" vom 1. September 2009 stellt Dr. Johannes F. Lambertz eine Untersuchung von 20 Kraftwerksbaustellen des Konzerns in Europa vor. Festgestellt wurde in der breit angelegten Untersuchung, dass beim Bau von Kraftwerken Verzögerungen von 12 Monaten und mehr mittlerweile nicht mehr die Ausnahme, sondern die Regel sind. Zurückgeführt werden diese Verzögerungen auf Qualitäts- und Terminprobleme bei den Subunternehmen und auf fehlende Überwachung der Subunternehmer durch die eigentlichen Lieferanten. Das frühzeitige Erkennen und die Beseitigung der Qualitäts- und Terminprobleme bei Subunternehmern ist die typische Aufgabe eines Expediters.